# Aeroporto Internacional de Pequim-Capital
O Aeroporto Internacional de Pequim - Capital (IATA: PEK, ICAO: ZBAA) é o principal aeroporto internacional que serve a capital da República Popular da China. Está localizado a 32 quilômetros centro de Pequim, dentro de um enclave do Distrito de Chaoyang,juntamente como o distrito suburbano de Shunyi.O aeroporto é administrado e operado pela Companhia Limitada  do Aeroporto Internacional de Pequim-Capital que é uma emprea estatal. O código IATA, PEK,é baseado no nome ocidentalizado da cidade.
Este aeroporto é o principal hub da Air China, a companhia aérea de bandeira da República Popular da China que voa dele para mais 120 destinos ao redor do mundo (excluindo cargas) .O aeroporto também é o hub principal de outras duas companhias : a Hainan Airlines e a China Southern Airlines e um hub secundário da China Eastern Airlines.Outras companhias usam o aeroporto como foco: a Sichuan Airlines, a Shenzhen Airlines e a Shandong Airlines.
Para os Jogos Olímpicos de Verão de 2008, foi construído o Terminal 3,que atualmente é o segundo maior terminal aeroportuário do mundo em área,somente perdendo para o Terminal 3 do Aeroporto Internacional de Dubai. O Aeroporto atualmente ocupa uma área de 1480 hectares de terra.
O Pequim-Capital se tornou rapidamente um dos dez mais movimentados aeroportos do mundo em menos de 10 anos.Se tornou o aeroporto mais movimentado em termos de passageiros da Ásia e em número de passageiros em 2009 e no ano seguinte se tornou o segundo mais movimentado do mundo. Foram registrados 557.167 movimentos aéreos (pousos e decolagens) se tornando o sexto mais movimentado do mundo nessa categoria. Em termos de movimentação de cargas,o aeroporto é o décimo terceiro do mundo,movimentando 1,787,027 toneladas em 2012.

## Futuro
A Air China, China Eastern e China Southern que cortou a capacidade de rotas de Pequim-Xangai. Isto é devido à superlotação e ao aumento da segurança. A CAAC vai também proibir qualquer arranque de companhias aéreas até 2010 por causa da capacidade e do excesso grandes constrangimentos. No entanto, a abertura da terceira pista tem aumentado o número de movimentos de aproximadamente 620.000. No entanto, durante os Jogos Olímpicos, ele irá cortar os seus movimentos para 1.350 por dia, para impedir as companhias aéreas na pista de sofrer atrasos.
O aeroporto tratou 77,4 milhões de passageiros em 2011, tornando-a o segundo maior aeroporto no mundo entre os top 10 aeroportos, em termos do tráfego de passageiros. A capacidade do aeroporto será um valor estimado em 82 milhões, em comparação com os atuais 35,5 milhões antes da abertura do Terminal 3.

## Linhas Aéreas e Destinos
| Linhas Aéreas                              | Destinos | Terminal | Remarks |
| ------------------------------------------ | --- | -------- | ------- |
| Air China (Rotas Domésticas)               | Guilin, Guiyang, Haikou, Hailar, Hangzhou, Harbin, Hefei, Hohhot, Jiamusi, Jinggangshan, Jiuzhaigou, Kunming, Lanzhou, Lhasa, Mianyang, Nanchang, Nanjing, \|Nanning, Nantong, Ningbo, Ordos, Qingdao, Quanzhou, Sanya, Shanghai-Hongqiao, Shanghai-Pudong, Shantou, Shenyang, Shenzhen, Taiyuan, Tongliao, \|Urumqi, Weihai, Wenzhou, Wuhan, Xiamen, Xi'an, Xiangfan, Xilinhot, Xining, Xuzhou, Yancheng, Yanji, Yantai, Yinchuan, Yuncheng, Zhangjiajie, Zhengzhou,Zhuhai | 3C       |         |
| China Eastern Airlines (Rotas Domésticas)  | Changzhou, Dalian, Dunhuang, Hangzhou, Hefei, Jinan, Jinghong, Kunming, Lanzhou, Lianyungang, Lijiang, Luoyang,Luzhou, Nanchang, Nanjing, Ningbo, Qingdao, Shanghai-Hongqiao, Shanghai-Pudong, Taiyuan, Wenzhou, Wuhan, Xi'an, Yantai, Yibin, Yinchuan | 2        |         |
| China Southern Airlines (Rotas Domésticas) | Harbin, Heihe, Kunming, Lhasa, Liuzhou, Mohe County, Nanchong, Nanjing, Nanning, Nanyang, Ningbo, Sanya, Shanghai-Hongqiao, Shantou, Shenzhen, \|Shenyang, Tongren, Urumqi, Wuhan, Xi'an, Xining, Yanji, Yiwu, Zhangjiajie, Zhanjiang, Zhengzhou, Zhijiang, Zhuhai | 2        |         |
| Chongqing Airlines                         | Chongqing | 2        |         |
| Cathay Pacific                             | Hong Kong | 3E       |         |
| Grand China Air                            | Dalian, Guilin, Harbin, Nanchang, Nanning, Sanya | 1        |         |
| Grand China Express Air                    | Chifeng, Ulanhot, Weifang, Yan'an, Yulin | 1        |         |
| Hainan Airlines (Rotas Domésticas)         | Baotou, Changsha, Changzhi, Chengdu, Chongqing, Dongying, Fuzhou, Guangzhou, Guiyang, Haikou, Hailar, Hangzhou, Hefei, Hohhot, Jiamusi, Kunming, Lanzhou, Manzhouli, Mudanjiang, Ningbo, Qiqihar, Shanghai-Hongqiao, Shenzhen, Taiyuan, Urumqi, Wenzhou, Wuhai, Xi'an, Xiamen, Yichang, Yinchuan, Zhangjiajie | 1        |         |
| Hainan Airlines (Rotas Internacionais)     | Berlin-Tegel, Bishkek, Brussels, Budapest, Chicago-O'Hare , Dubai, Geneva [awaiting gov't approval], Irkutsk, Luanda [pending gov't approval], Novosibirsk, Newark [begins October 2010] , Osaka-Kansai, Seattle/Tacoma, St. Petersburg, Taipei-Songshan (cross-strait charter), Toronto-Pearson [begins October 2008] | 2        |         |
| Hong Kong Express Airways                  | Hong Kong | 2        |         |
| Northeast Airlines (China)                 | Chaoyang, Shenyang | 2        |         |
| Shandong Airlines                          | Jinan, Qingdao, Yantai | 3C       |         |
| Shanghai Airlines                          | Jiujiang, Nanjing, Shanghai-Hongqiao, Shanghai-Pudong, Xi'an | 3C       |         |
| Shenzhen Airlines                          | Huangyan, Nanning, Shenyang, Shenzhen, Wenzhou, Wuxi | 2        |         |
| Sichuan Airlines                           | Chengdu, Chongqing, Kunming, Wanzhou | 3C       |         |
| Xiamen Airlines                            | Fuzhou, Quanzhou, Wuyishan, Xiamen, Zhoushan | 2        |         |

| Airlines                                | Destinos | Terminal | Remarks              |
| --------------------------------------- | --- | -------- | -------------------- |
| Aeroflot                                | Moscow-Sheremetyevo, Novosibirsk | 2        |                      |
| Aerosvit Airlines                       | Kiev-Boryspil | 2        |                      |
| Air Algérie                             | Algiers | 3E       | [begins 22 February] |
| Air Astana                              | Almaty | 2        |                      |
| Air China (Rotas Internacionais)        | Atenas, Bangkok-Suvarnabhumi, Busan, Daegu, Delhi, Dubai, Frankfurt, Fukuoka, Hiroshima, Ho Chi Minh City, Hong Kong, Jakarta, Kaohsiung (charter), Karachi, Kuala Lumpur, London-Heathrow, Los Angeles, Madrid, Malé [sasional], Manchester [begins March 2009], Melbourne, Milão-Malpensa [begins October 2009], Moscow-Sheremetyevo, Munich, Nagoya-Centrair, Nova Iorque-JFK, Osaka-Kansai, Paris-Charles de Gaulle, Pyongyang, Rome-Fiumicino,São Paulo-Guarulhos Saipan [sasional], San Francisco, Sapporo-Chitose, Sendai, Seul-Incheon, Singapore, Estocolmo-Arlanda, São Petersburgo, Sydney, Taipei-Taoyuan (charter), Toronto-Pearson, Tokyo-Narita, Ulaanbaatar, Vancouver, Vienna, Warsaw [begins October 2008], Washington-Dulles Yangon, Zurque | 3E       |                      |
| Air Canada                              | Toronto-Pearson, Vancouver | 3E       |                      |
| Air France                              | Paris-Charles de Gaulle | 2        |                      |
| Air Koryo                               | Pyongyang | 2&cargo  |                      |
| Air Macau                               | Macau | 3E       |                      |
| Air New Zealand                         | Auckland | 3E       |                      |
| All Nippon Airways                      | Osaka-Kansai, Tokyo-Narita | 3E       |                      |
| Air Zimbabwe                            | Harare, Singapore | 2        |                      |
| Alitalia                                | Roma |          |                      |
| American Airlines                       | Chicago-O'Hare | 3E       |                      |
| Asiana Airlines                         | Busan, Cheongju, Seoul-Incheon, Muan | 3E       |                      |
| Austrian Airlines                       | Vienna | 3E       |                      |
| British Airways                         | London-Heathrow | 3E       |                      |
| China Airlines (cross-strait charter)   | Taipei-Taoyuan | 3E       |                      |
| China Eastern Airlines (Internacional)  | Delhi, Dhaka, Fukuoka, Jeju, Nagoya-Centrair, Okayama, Osaka-Kansai, Seoul-Incheon, Tokyo-Narita | 2        |                      |
| China Southern Airlines (Internacional) | Algiers [Pending gov't approval], Amsterdam, Detroit , Dubai, Hanoi, Hong Kong, Irkutsk, Jakarta, Kuala Lumpur, Lagos, London-Heathrow , Manila, Newark , Phnom Penh, Seoul-Incheon, Tehran-Imam Khomeini | 2        |                      |
| Continental Airlines                    | Newark | 2        |                      |
| Dalavia                                 | Khabarovsk | 2        |                      |
| Domodedovo Airlines                     | Moscow-Domodedovo | 2        |                      |
| Dragonair                               | Hong Kong | 3E       |                      |
| EgyptAir                                | Bangkok-Suvarnabhumi, Cairo | 3E       |                      |
| El Al                                   | Tel Aviv | 3E       |                      |
| Emirates Airlines                       | Dubai | 3E       |                      |
| Ethiopian Airlines                      | Addis Ababa, Delhi | 2        |                      |
| Etihad Airways                          | Abu Dhabi | 3E       |                      |
| EVA Air (charter)                       | Taipei-Taoyuan | 3E       |                      |
| Finnair                                 | Helsinki | 3E       |                      |
| Garuda Indonesia                        | Jakarta, Singapore | 3        |                      |
| Iran Air                                | Tehran-Imam Khomeini, Tokyo-Narita | 2        |                      |
| Japan Airlines                          | Osaka-Kansai, Tokyo-Narita | 3E       |                      |
| KLM                                     | Amsterdam | 2        |                      |
| Korean Air                              | Busan, Daegu, Jeju [sasionall], Seoul-Incheon | 2        |                      |
| KrasAir                                 | Irkutsk, Krasnoyarsk | 2        |                      |
| Lufthansa                               | Frankfurt, Munique | 3E       |                      |
| Malaysia Airlines                       | Kuala Lumpur | 2        |                      |
| MIAT Mongolian Airlines                 | Ulaanbaatar | 2        |                      |
| Northwest Airlines                      | Tokyo-Narita | 2        |                      |
| Pakistan International Airlines         | Islamabad, Karachi, Lahore, Tokyo-Narita | 2        |                      |
| Philippine Airlines                     | Manila | 2        |                      |
| Qantas                                  | Sydney | 3E       |                      |
| Qatar Airways                           | Doha | 3E       |                      |
| Rossiya                                 | St. Petersburg | 2        |                      |
| S7 Airlines                             | Irkutsk, Novosibirsk | 3E       |                      |
| SAT Airlines                            | Yuzhno-Sakhalinsk | 2        |                      |
| Saudi Arabian Airlines                  | Jeddah, Riyadh | 2        |                      |
| Scandinavian Airlines System            | Copenhague, Stockholm-Arlanda | 3E       |                      |
| Singapore Airlines                      | Singapore | 3E       |                      |
| SriLankan Airlines                      | Bangkok-Suvarnabhumi, Colombo | 2        |                      |
| Thai Airways International              | Bangkok-Suvarnabhumi | 3E       |                      |
| Turkmenistan Airlines                   | Ashgabat | 2        |                      |
| Turkish Airlines                        | Istanbul-Atatürk | 3E       |                      |
| United Airlines                         | Chicago-O'Hare, San Francisco, Washington-Dulles | 3E       |                      |
| Uzbekistan Airways                      | Tashkent | 2        |                      |
| Vietnam Airlines                        | Hanoi, Ho Chi Minh City | 2        |                      |
| Vladivostok Air                         | Vladivostok | 2        |                      |

| Linhas Aéreas             | Destinos                                                                 | Terminal | Remarks |
| ------------------------- | ------------------------------------------------------------------------ | -------- | ------- |
| Aeroflot-Cargo            | Moscow-Sheremetyevo, Novosibirsk                                         | Cargo    |         |
| AirBridgeCargo Airlines   | Moscow-Domodedovo, Moscow-Sheremetyevo, St. Petersburg                   | Cargo    |         |
| Air China Cargo           | Anchorage, Chicago-O'Hare, Dallas/Fort Worth, Los Angeles, Portland (OR) | Cargo    |         |
| Cargolux                  | Luxembourg                                                               | Cargo    |         |
| FedEx                     | Hangzhou, Nanjing, Shanghai-Pudong                                       | Cargo    |         |
| Korean Air Cargo          | Seoul-Incheon                                                            | Cargo    |         |
| Malaysia Airlines Kargo   | Kuala Lumpur                                                             | Cargo    |         |
| SAS Cargo Group           | Copenhague, Shanghai-Pudong, Stockholm-Arlanda                           | Cargo    |         |
| Singapore Airlines Cargo  | Singapore                                                                | Cargo    |         |
| TESIS Aviation Enterprise | Kemerovo, Novosibirsk                                                    | Cargo    |         |
| Volga-Dnepr               | Krasnoyarsk                                                              | Cargo    |         |

## Ampliação do Aeroporto de Pequim
A obra de ampliação do Aeroporto Internacional Deng Xiaoping, com a abertura do Terminal 3, foi desenhada pelo gabinete de arquitetura de Norman Foster e inaugurada no dia 29 de Fevereiro de 2008, para acolher o fluxo de atletas e visitantes durante os Jogos Olímpicos de Verão de 2008, que se disputaram na cidade de Pequim. Graças a esta ampliação, o Aeroporto Internacional de Pequim foi convertido no maior aeroporto do mundo, com quase 1.000.000 de metros quadrados, e a capacidade de movimentar 76 milhões de passageiros. Seu desenho mescla influências do tradicional com as mais modernas tendências, tomando a forma de um peixe, com partes da estrutura em forma de escamas, com trechos transparentes e de cores vermelho e amarelo simbolizando a bandeira da China.
A estimativa deste projeto indicava o término em 2007, com um custo aproximado de 2.300 milhões de dólares. Foi inaugurado às 08:50 da manhã, hora local, do dia 29 de Fevereiro de 2008, tendo um custo final de 3.650 milhões de dólares.

## Galeria

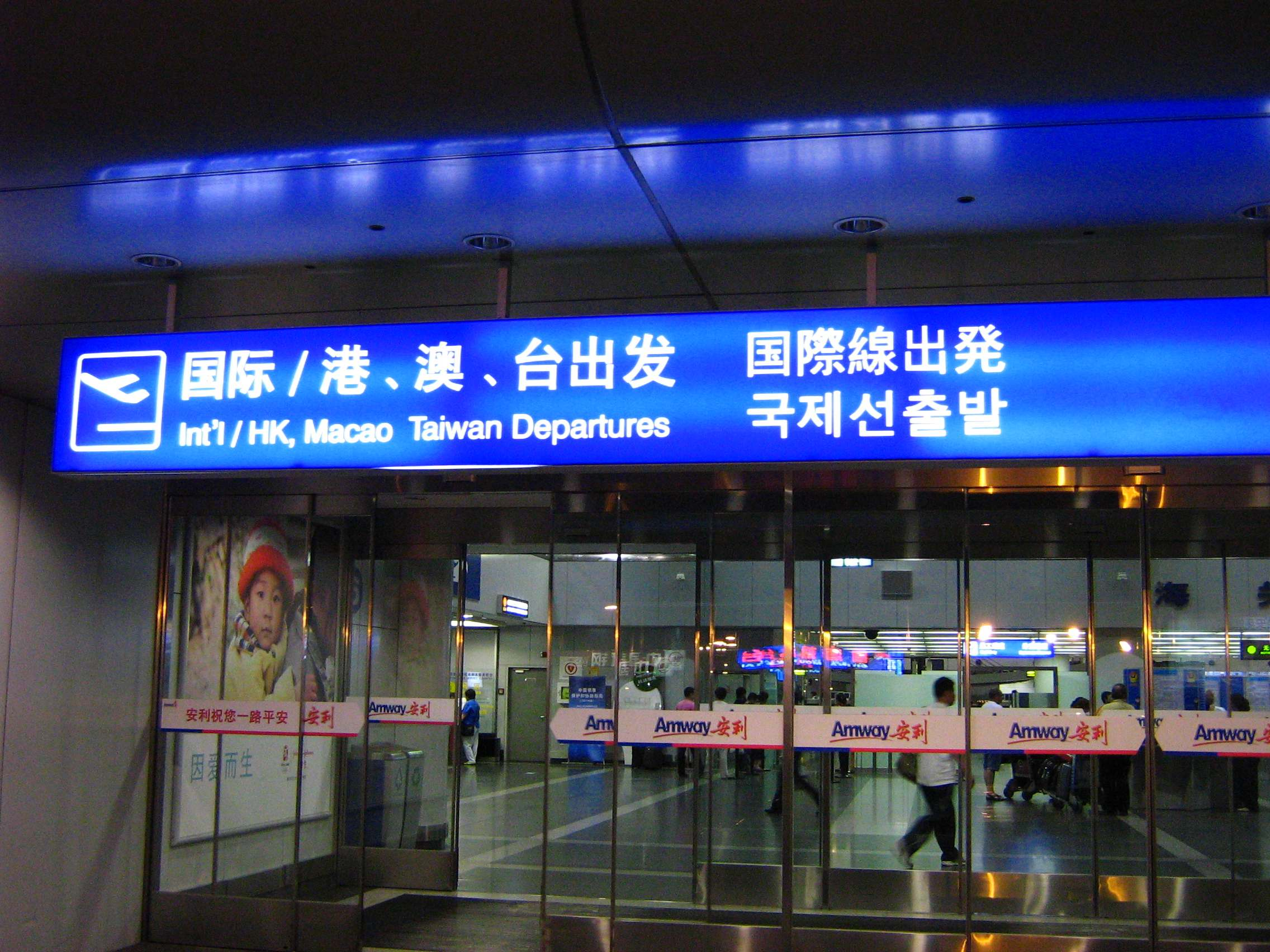
Terminal 2 do saguão de embarque internacional (voos para Taiwan, Hong Kong e Macau estão inclusos).
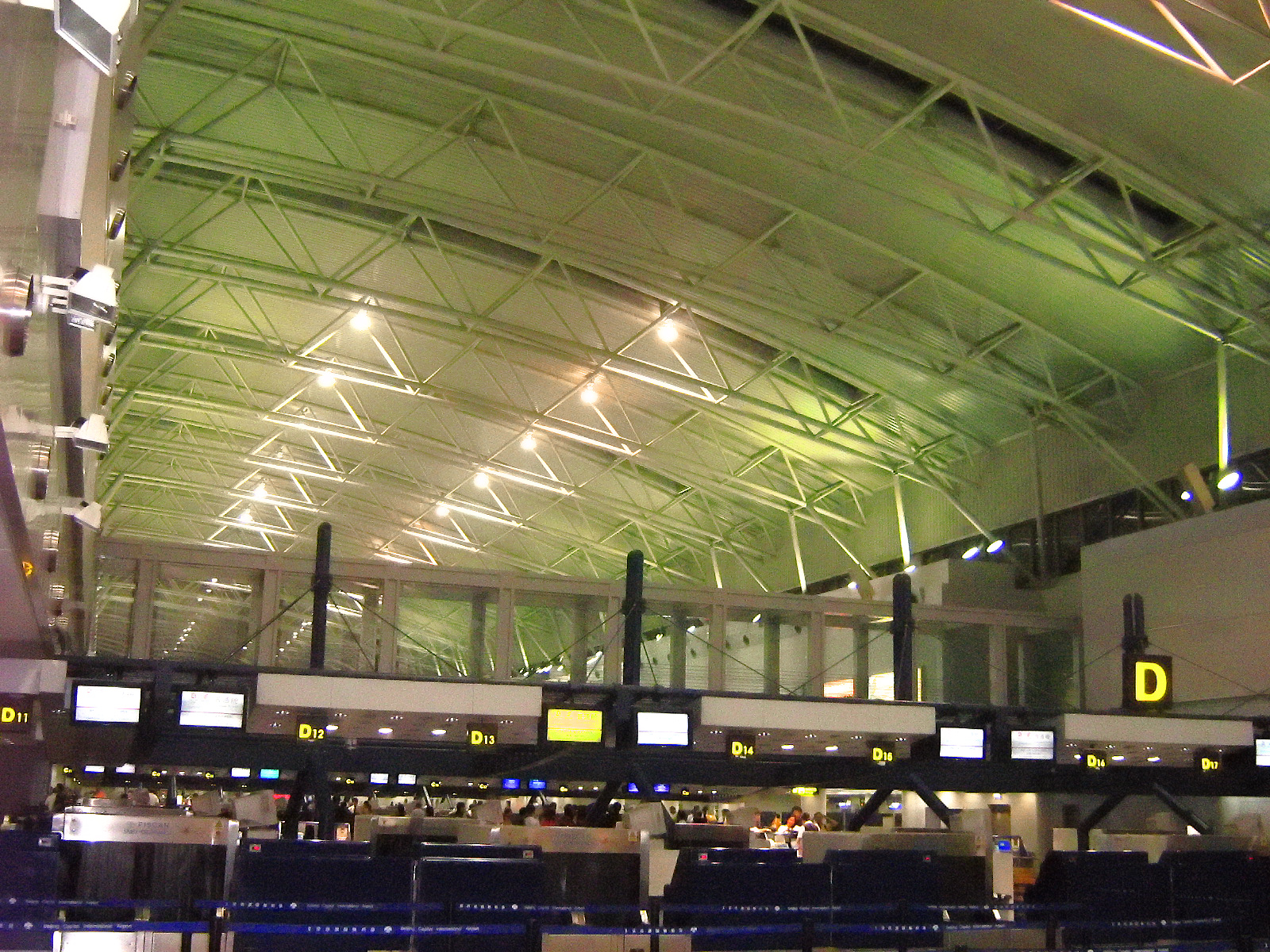
A sala de embarque do Terminal 2.
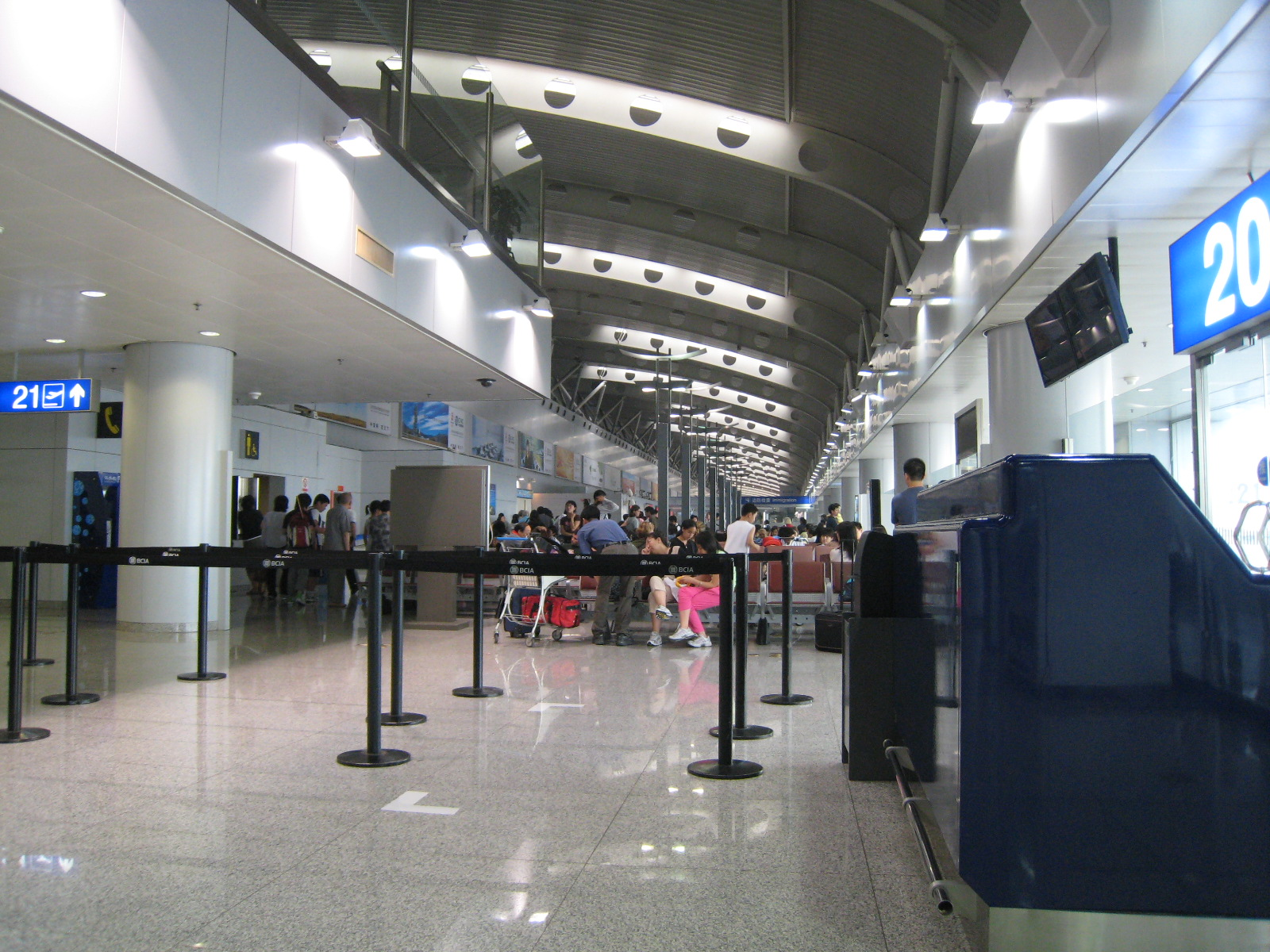
Sala de espera de embarque internacional do Terminal 2.
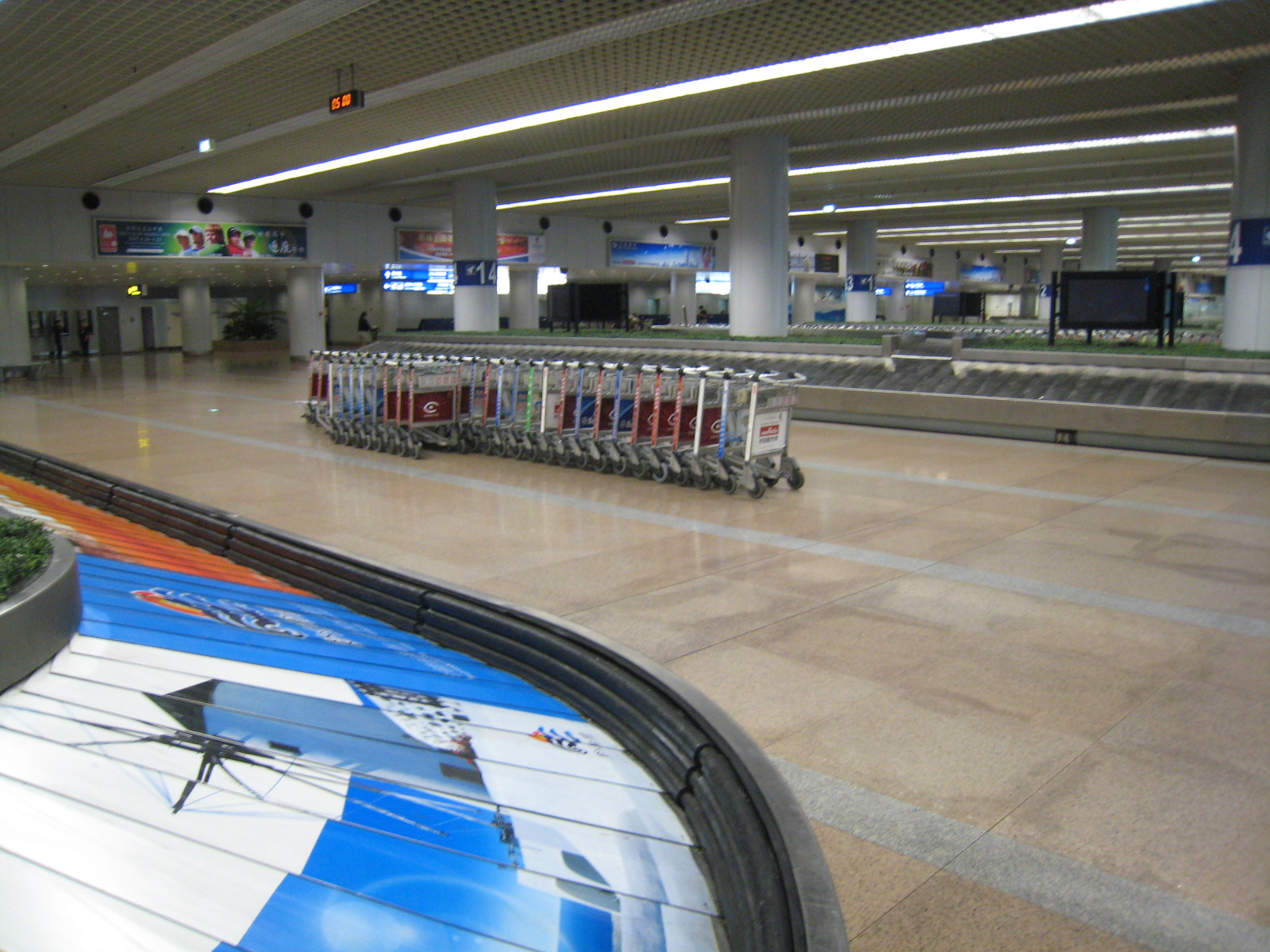
Sala de recolha de bagagens do Terminal 2.
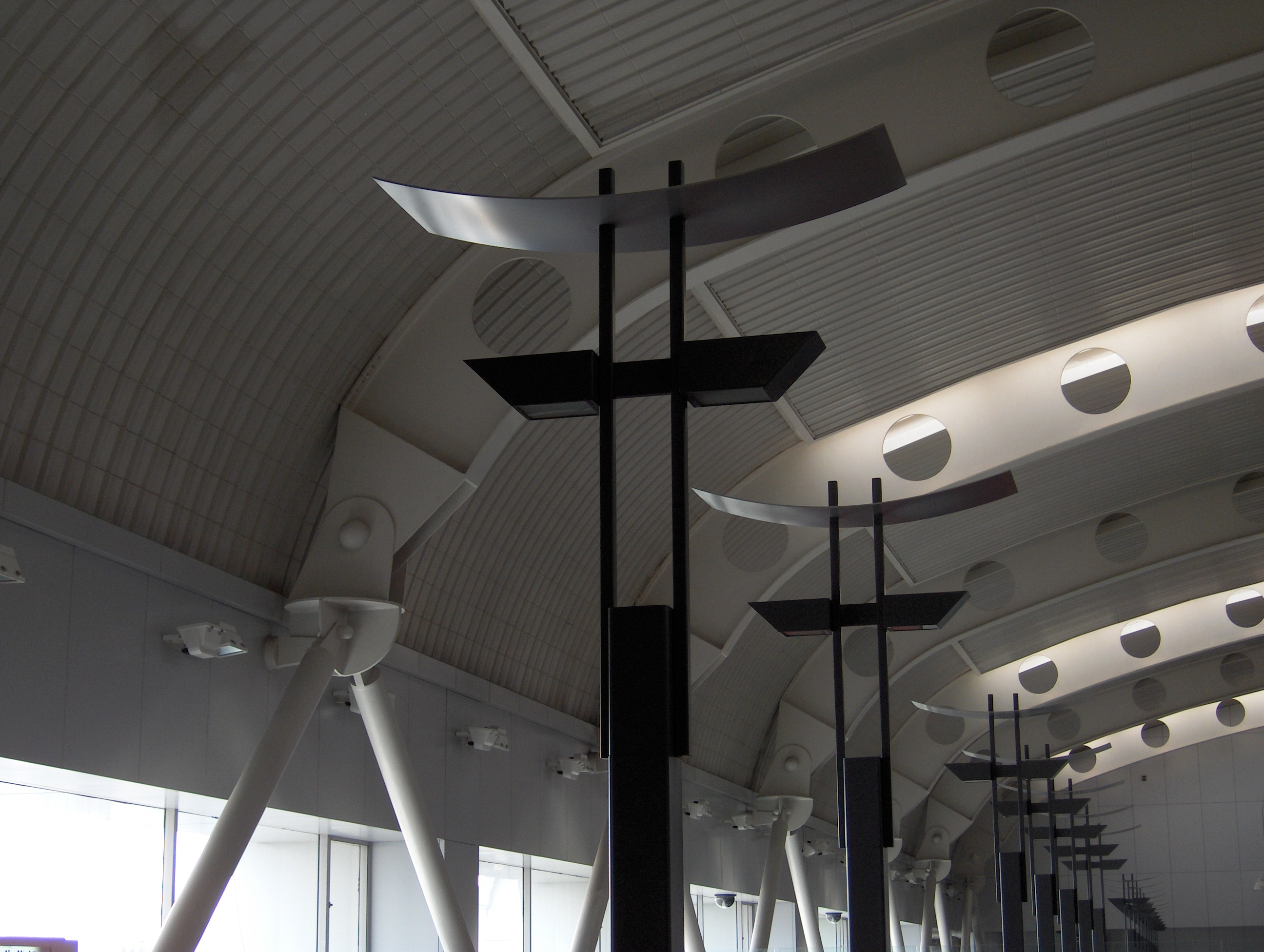
Arquitetura do terminal de aeroporto no Terminal 2 (imagem de abril de 2006).
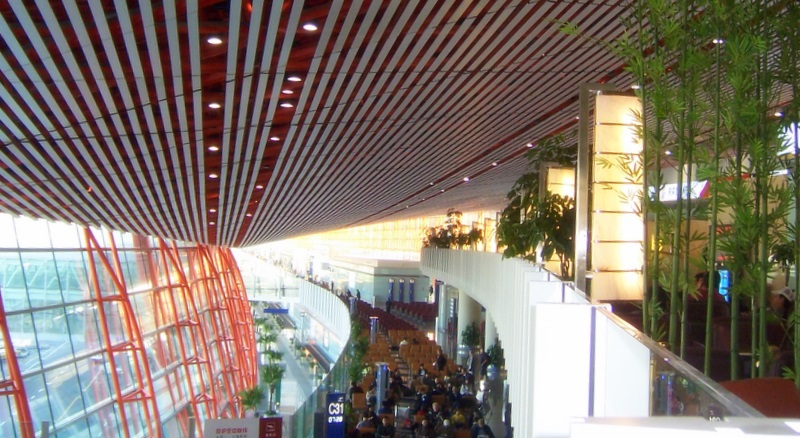
TÁrea de espera do Terminal 3 com lounge da Air China à direita.
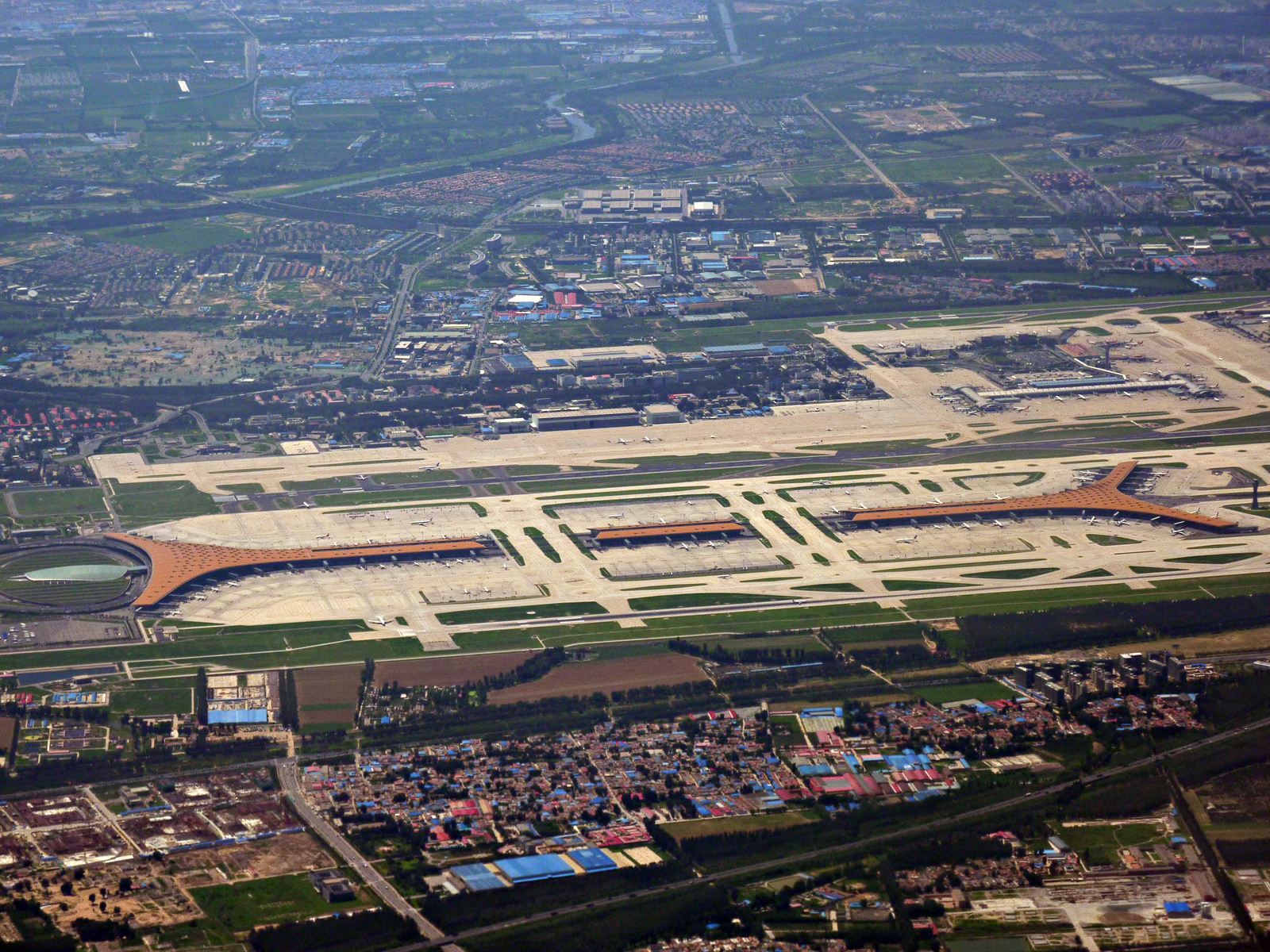
Vista aérea do aeroporto.
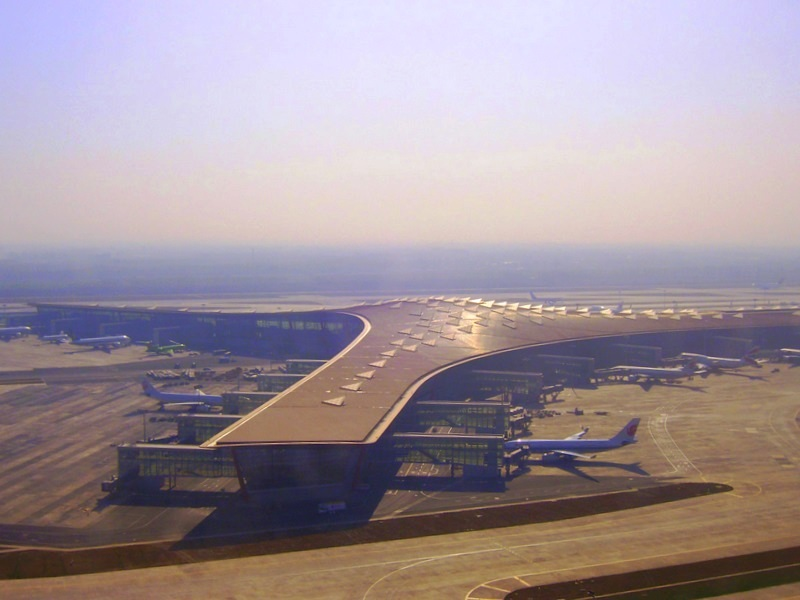
Vista aérea do Terminal 3-E.
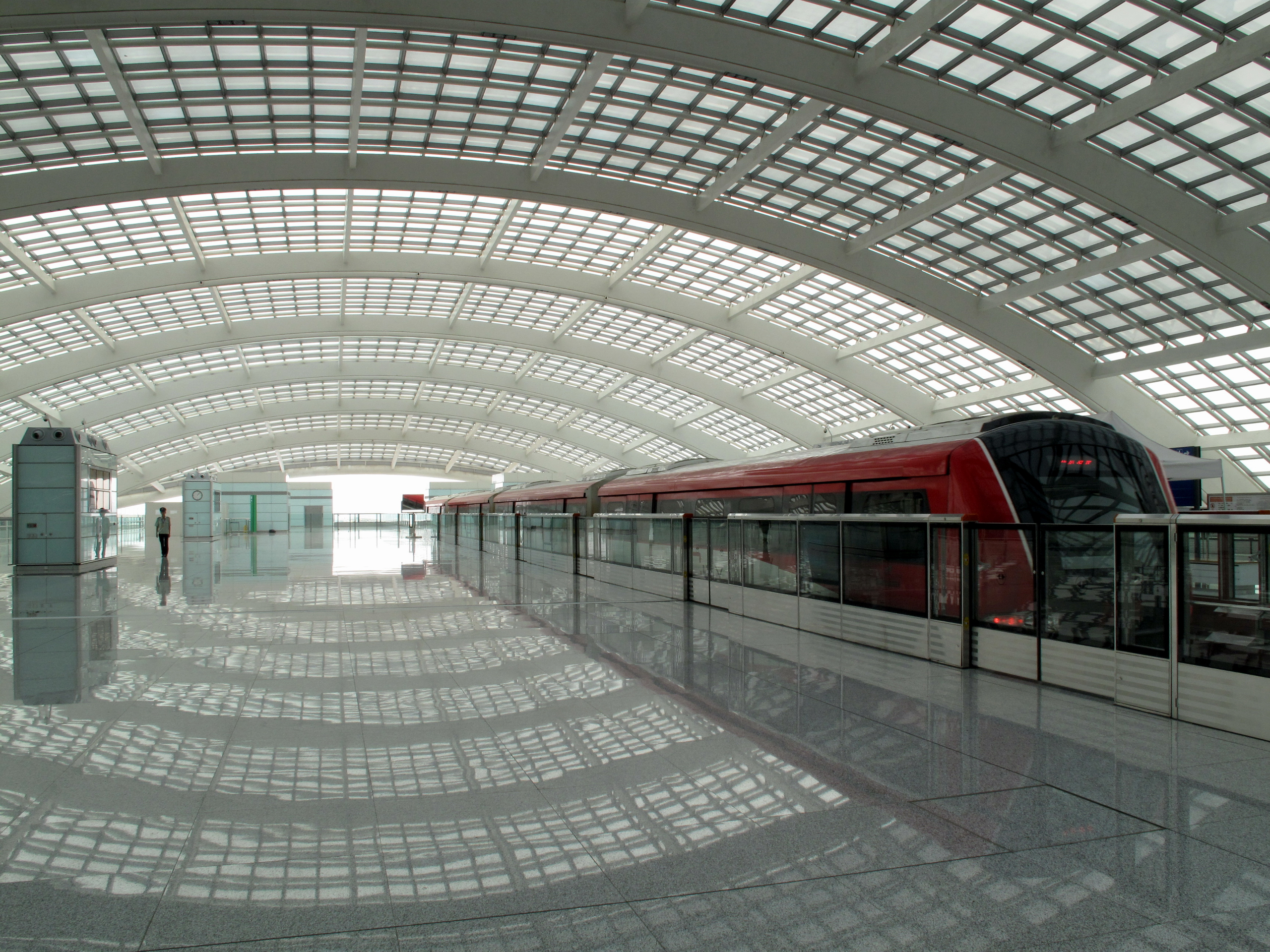
Estação de metrô expresso T3 do aeroporto de Pequim.
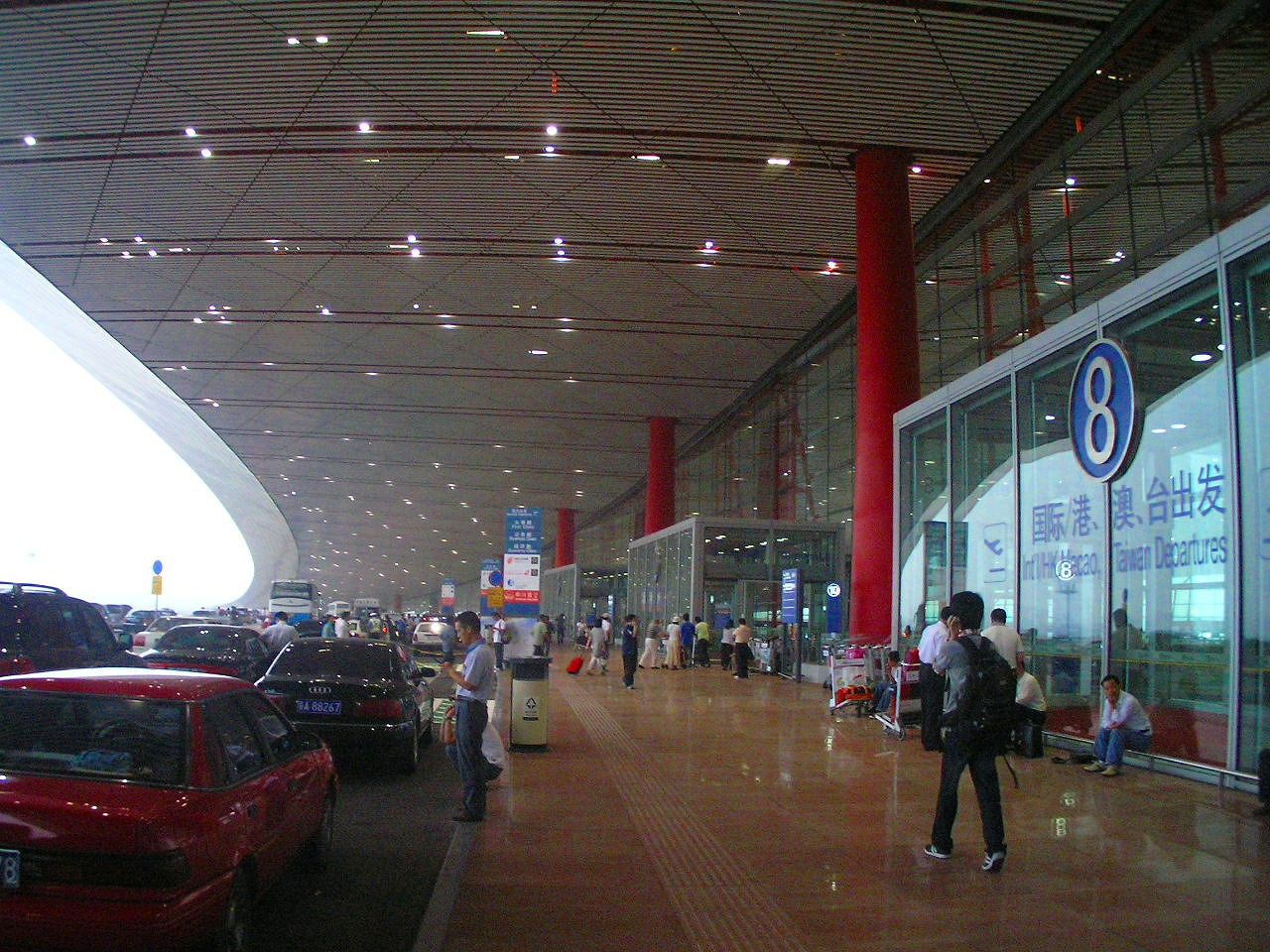
Calçada do nível de embarque no Terminal 3.
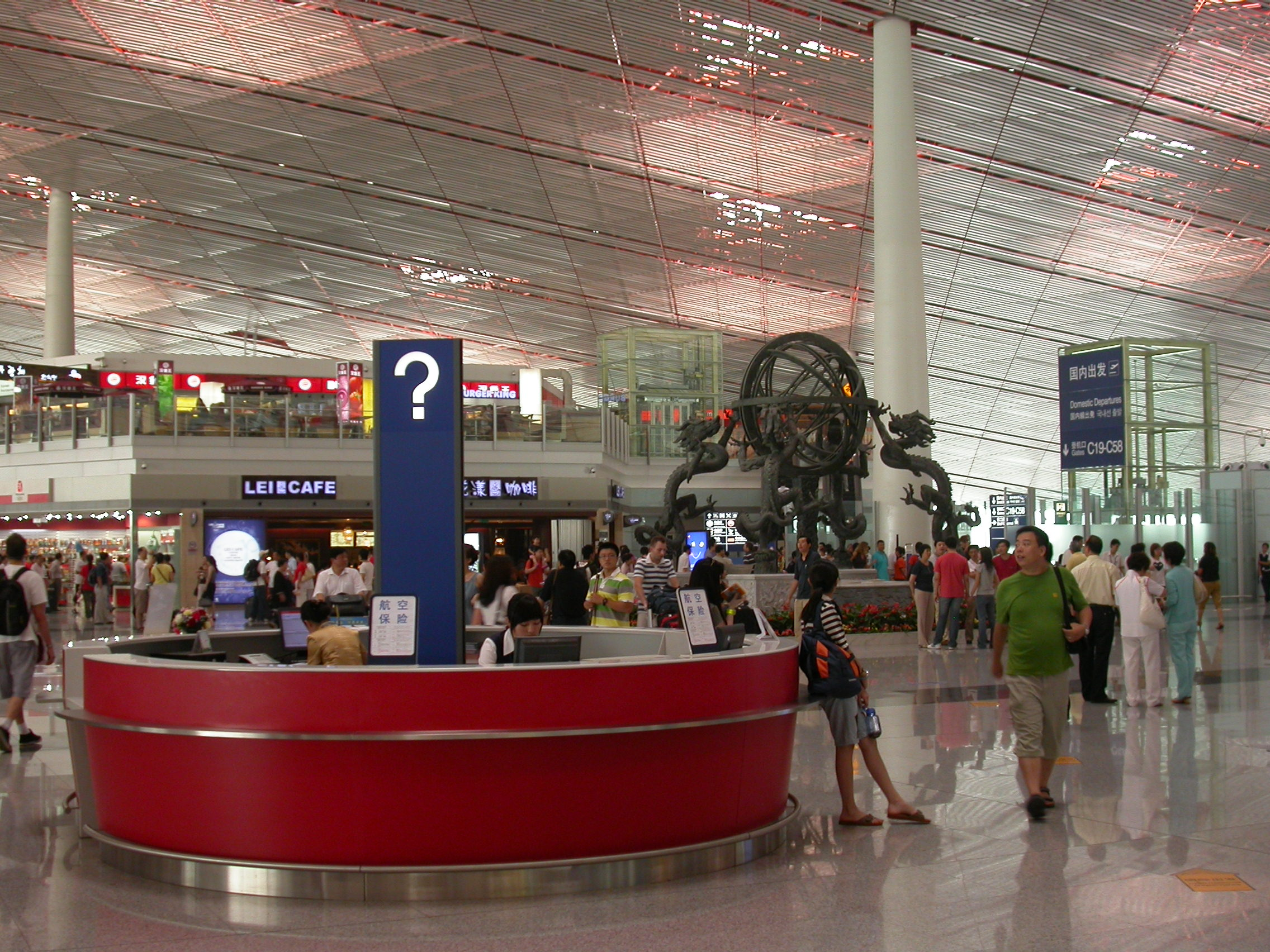
Terminal 3 do Aeroporto da Capital.